# 豪情女子
《豪情女子》（英語：One Against the Wind）是一部由拉里·埃利坎執導、美國-卢森堡合拍的電視影片，1991年於CBS電視網播出。

## 劇情
1940年的巴黎市被納粹軍隊所佔領，整個城市戰火不斷，盟軍的飛機日日空襲花都，德軍當然也展開反擊而盟軍的飛行員若被打下，不是予以監禁，就是更慘的遭遇。玛丽·林德尔是位居住巴黎的英國貴族，在一次衝動下，她冒生命危險救了飛行員詹姆斯·莱格特，並領導他橫跨邊界求得自由。玛丽並且還為法國反抗軍建立地下鐵路，由於玛丽的義行她已成為盖世太保的眼中釘，欲除之而後快，而前所未見的危險，正四面八方包圍她而來……

## 演员
- 茱蒂·戴维斯 饰 玛丽·林德尔（英语：Mary Lindell）伯爵夫人
- 森·尼爾 饰 詹姆斯·莱格特少校
- 安東尼·希金斯（英语：Anthony Higgins） 饰 黨衛軍赫尔曼·格鲁贝尔上尉
- 凱特·貝琴薩 饰 芭布·林德尔
- 克利斯汀·艾何（英语：Christien Anholt） 饰 莫里斯·林德尔，玛丽的儿子
- 法蘭克·米德勒馬斯（英语：Frank Middlemass） 饰 迪布瓦
- 德諾姆·埃利奧特（英语：Denholm Elliott） 饰 勒布朗神父
- 大衛·賴尤（英语：David Ryall） 饰 杜蒙，玛丽的律师
- 彼得·塞利爾（英语：Peter Cellier） 饰 法院院長
- 馬克·溫格-戴維（英语：Mark Wing-Davey） 饰 迈尔斯·格兰特上校，莱格特的指挥官
- 邁克爾·莎皮耶哈（法语：Michael Sapieha） 饰 埃里克·冯·斯图尔茨贝格
- 斯特凡·里姆庫斯 饰 德國飛行員